# 10ª Divisione fanteria "Piave"
La 10ª Divisione fanteria "Piave" fu una grande unità di fanteria del Regio Esercito durante la seconda guerra mondiale. Era in particolare una divisione autotrasportabile tipo metropolitano, ovvero delle normali divisioni di fanteria, prive della Legione CC.NN., interamente motorizzate per quanto riguarda i servizi e l'artiglieria e solo parzialmente per la componente di fanteria, che doveva quindi ricorrere per il movimento motorizzato ai veicoli forniti di volta in volta dagli Autogruppi di corpo d'armata. Al 10 giugno 1940, l'organico previsto per una divisione di questo tipo era di 10.404 uomini, equipaggiati con 60 cannoni (8 contraerei Breda 20/65 Mod. 1935, 8 anticarro 47/32 Mod. 1935, 8 da accompagnamento 65/17 Mod. 1908/1913, 24 campali da 75/27, 12 obici da 100/17), 153 mortai (45 mortai da 81 mm e 108 da 45 mm), 286 mitragliatrici (220 leggere e 66 pesanti). Per i trasporti erano disponibili 461 veicoli a motore, 36 trattori d'artiglieria, 159 motocicli e 127 biciclette.

## Storia
Le origini della divisione si fanno risalire alla Brigata "Abruzzi", costituita il 16 ottobre 1861 con alle dipendenze il 57º ed il 58º Reggimento fanteria e sciolta nel 1871 insieme a tutte le brigate permanenti. Ricostituita nel 1881, partecipò alla guerra italo-turca ed alla prima guerra mondiale. Il 31 dicembre 1926, in esecuzione del nuovo ordinamento dello stesso anno che istituiva le brigate su tre reggimenti di arma base, la Brigata "Abruzzi" viene nuovamente sciolta; il 57º Reggimento fanteria "Abruzzi" viene assegnato alla IX Brigata di fanteria, il 58º alla X. Quest'ultima è da considerarsi erede delle tradizioni della "Abruzzi" in quanto in seguitò le sarà restituito il 57º ed, insieme al 20º Reggimento artiglieria per Divisione di fanteria, entrerà a far parte, prima della Divisione Militare Territoriale di Bologna e poi della Divisione Militare Territoriale di Padova. Nel 1934 tale unità viene trasformata in reparto operativo ed assume la denominazione di Divisione di fanteria del Piave (10ª), con la brigata che quindi diventa Brigata di fanteria del Piave (X) articolata sui reggimenti 58° "Abruzzi", 56° "Marche" e 71° "Puglie".
Nel 1939, un nuovo riordino porta allo scioglimento delle brigate indivisionate, cosicché si costituisce a Padova la 10ª Divisione fanteria autotrasportabile "Piave" con alle dirette dipendenze il 57º ed il 58º Reggimento fanteria "Abruzzi" ed il 20º Reggimento artiglieria da campagna.
Il 10 giugno 1940, giorno della dichiarazione di guerra a Francia e Regno Unito, la "Piave" è dislocata in Veneto tra Padova, Vicenza e Treviso, dove rimarrà per tutto l'anno. Nella prima metà del febbraio 1941 la grande unità viene trasferita in Sicilia, tra Casteltermini, Canicattì, Aragona e Mussomeli ed assegnata alla difesa delle coste meridionali dell'isola, come riserva del XII Corpo d'armata.  Qui viene riorganizzata in divisione motorizzata, assumendo il denominativo di Divisione fanteria motorizzata "Piave" (10ª).
Con l'inizio dell'invasione della Jugoslavia, la divisione viene spostata al confine giuliano, attestandosi sulla linea di confine tra Abbazia-Villa del Nevoso-San Pietro del Carso. Nel mese di maggio 1941 viene nuovamente trasferita, questa volta in Liguria tra Savona e Genova, dove rimane di presidio fino ad ottobre 1942. A novembre si sposta nel territorio d'occupazione in Francia, schierandosi tra Saint-Tropez-Grimaud-Le Lue.
Ai primi di gennaio del 1943, la Divisione "Piave" torna in patria e viene dislocata nelle zone di Velletri-Sezze-Priverno. In agosto viene inserita nel Corpo d'armata motocorazzato, costituito nell'estate del 1943 al comando del generale Giacomo Carboni per la difesa della capitale. Alla "Piave" viene assegnato un settore ad arco immediatamente a nord della città, tra la località di Ottavia sulla via Trionfale, la Giustiniana sulla via Cassia e le due sponde del fiume Tevere, tra via Flaminia e via Salaria nei pressi di Castel Giubileo. Il dispositivo viene immediatamente coinvolto dagli eventi conseguenti all'armistizio di Cassibile: le unità della divisione in trasferimento verso Palombara Sabina vengono attaccate da forze tedesche nella zona di Due Ponti presso Monterotondo. La reazione è immediata e violenta, tanto da costringere i tedeschi a ritirarsi nell'abitato di Monterotondo ed a trattare con il Comando della Divisione. Quando l'eroica resistenza delle forze italiane della capitale viene piegata dalla Wehrmacht, la "Piave" è l'unica grande unità a non dover consegnare le armi: infatti, rimaneggiata nell'ordine di battaglia, la grande unità viene posta agli ordini del Comando della Città aperta di Roma per servizi di ordine pubblico, per essere infine sciolta il 23 settembre 1943.

## Ordine di battaglia

### 1940

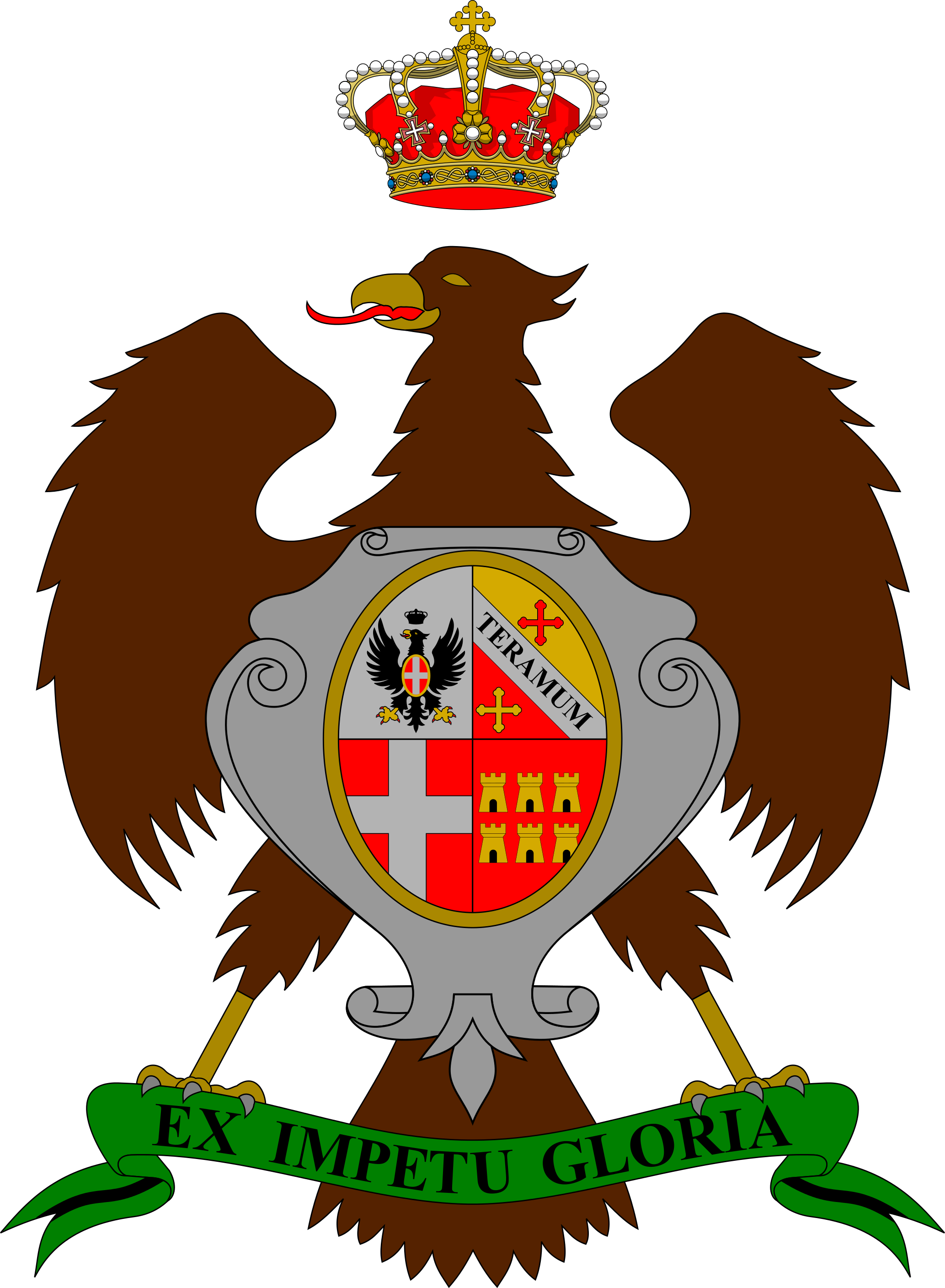
Stemma araldico del 58° Rgt.fanteria "Abruzzi", 1939

- Comando della fanteria divisionale (Gen. B. Guido Bologna dal 20 agosto 1941 al 9 febbraio 1943, Gen. B. Armando De Vincentiis dal 10 febbraio al 7 aprile 1943, Gen. B. Armando Pezzana dal 15 aprile al 23 settembre 1943)
- 57º Reggimento fanteria "Abruzzi"
- 58º Reggimento fanteria "Abruzzi"
- 20º Reggimento artiglieria "Piave"
  - 310ª Batteria artiglieria contraerea
- uno squadrone carri L6/40
- 108ª Compagnia bersaglieri motociclisti
- X Battaglione mortai da 81 mm
- 10ª Compagnia cannoni controcarro da 47/32 Mod. 1935
- LVII Battaglione genio
  - 9ª Compagnia genio
  - 42ª Compagnia genio
  - 10ª Compagnia mista telegrafisti/marconisti
- 117ª Sezione sanità
  - 816º Ospedale da campo
  - 817º Ospedale da campo
  - 65ª Sezione chirurgica
- 127ª Sezione panettieri
- 186ª Autosezione pesante
- 236ª Autosezione mista
- 31ª Sezione CC.RR.
- 32ª Sezione CC.RR.

### 1941-1943
- 57º Reggimento fanteria "Abruzzi"
  - tre battaglioni fanteria
  - una compagnia mortai da 81 mm (9 pezzi)
  - una compagnia artiglieria d'accompagnamento da 65/17 Mod. 1908/1913 (4 pezzi)
- 58º Reggimento fanteria "Abruzzi"
  - tre battaglioni fanteria
  - una compagnia mortai da 81 mm (9 pezzi)
  - una compagnia artiglieria d'accompagnamento da 65/17 Mod. 1908/1913 (4 pezzi)
- 20º Reggimento artiglieria "Piave"[3]
  - due gruppi artiglieria motorizzata da 75/27
  - un gruppo artiglieria motorizzato da 100/17
  - due batterie artiglieria contraerea Breda 20/65 Mod. 1935
- X Battaglione artiglieria controcarro da 47/32
- X Battaglione genio

## Comandanti 1939-1943

### 10ª Divisione fanteria autotrasportabile "Piave" (1939-41)
- Generale di divisione Francesco Zingales (1939)
- Generale di divisione Ercole Roncaglia (1º novembre 1939 - marzo 1941)

### 10ª Divisione motorizzata "Piave" (1941-43)
- Generale di divisione Ercole Roncaglia (marzo 1941 - 14 ottobre 1942)
- Generale di brigata Guido Bologna (ad interim 15 ottobre - 13 novembre 1942)
- Generale di brigata Ugo Tabellini (14 novembre 1942 - 23 settembre 1943)